# Municipio di Melksham
Il municipio di Melksham (in inglese Melksham Town Hall) è la sede dell'amministrazione del villaggio e parrocchia civile di Melksham nella contea del Wiltshire, Sud Ovest dell'Inghilterra, Regno Unito. Questo edificio è la sede del Consiglio comunale di Melksham, ospita varie istituzioni di governance locale, risale al XIX secolo ed è considerato monumento classificato di seconda categoria per il suo particolare interesse storico e architettonico.

## Storia

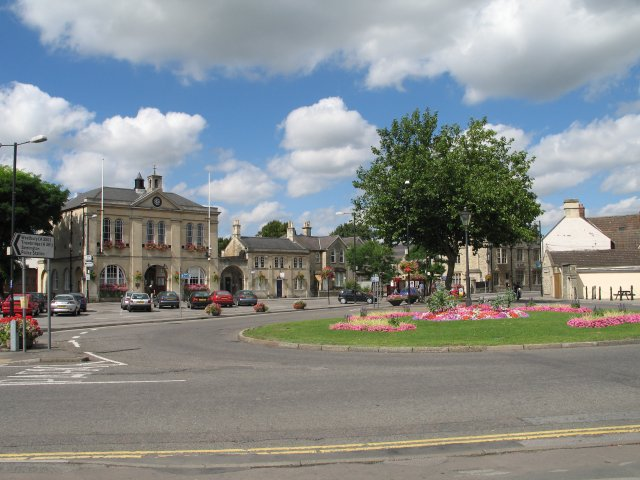
Il municipio di Melksham in Market Place

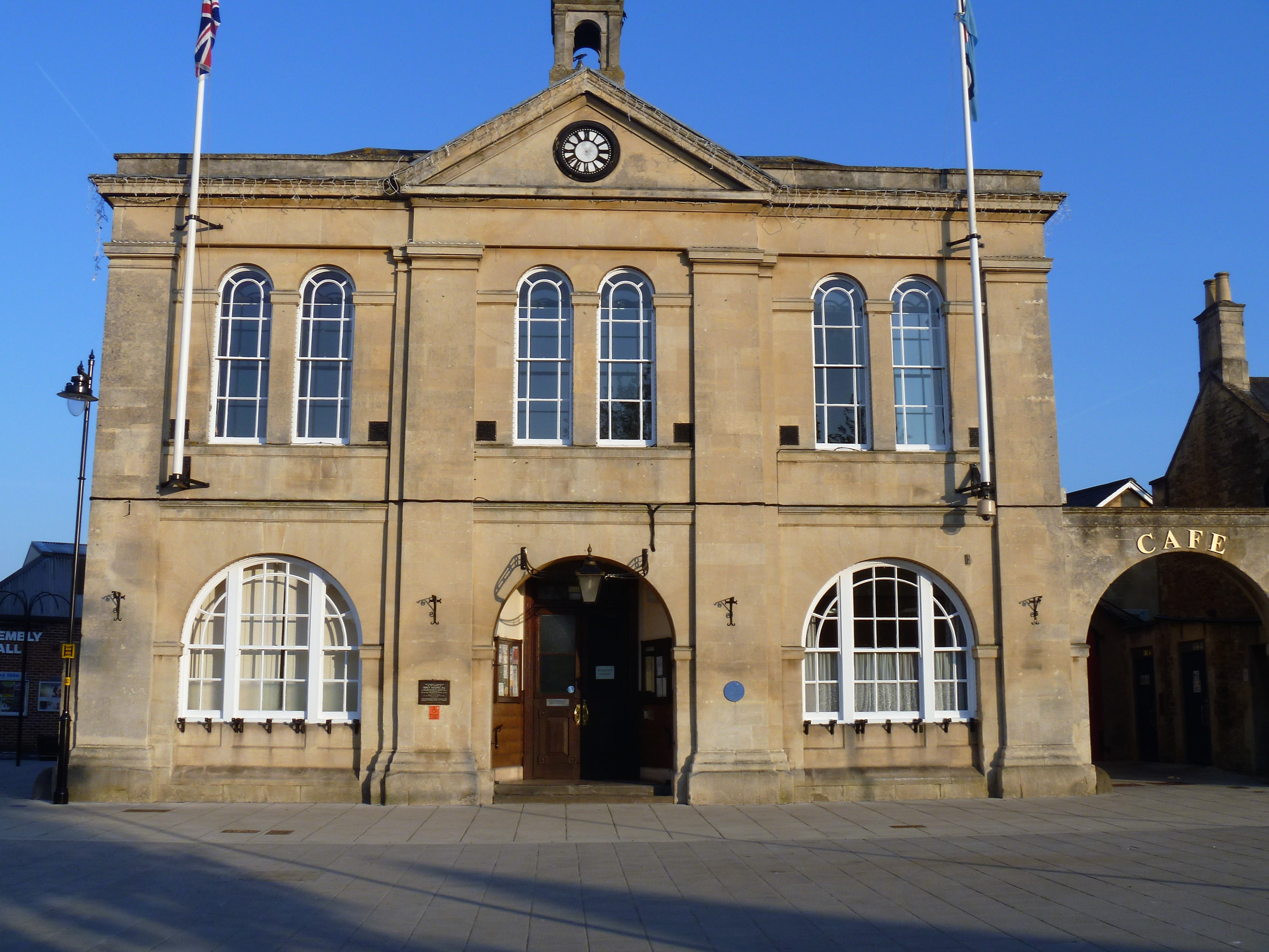
Facciata del municipio

L'edificio fu costruito nel 1847 e inizialmente venne utilizzato come mercato del formaggio di Melksham. Fu costruito in stile italiano neoclassico quando era molto diffuso lo stile gotico. Sul sito c'erano precedenti resti di una casa padronale fondata da Henry Brouncker a metà del 1500 attorno alla quale si sviluppò Market Place. Suo figlio divenne membro del parlamento per Westbury nel 1572, per Devizes tra il 1584 e il 1589 e per Dorchester nel 1601. La casa fu demolita nel 1864 con l'espansione di Market Place. La Melksham Market Company propose una nuova sede per il mercato del formaggio nel 1846, incaricando del progetto l'architetto D. Jones. I critici sostennero che le finestre al primo piano, essendo arrotondate in cima, lasciavano entrare troppa luce nell'edificio. Nel 1898 la Melksham Market Company fu liquidata e l'edificio fu acquisito da Charles Awdry e rimase ancora sede per il mercato del formaggio. In quel periodo il mercato del bestiame di Melksham era in declino dopo l'espansione del mercato di Chippenham, quindi gli agricoltori videro un vantaggio nel vendere formaggio e bestiame da una sede a loro vicina.
Il nuovo Market Hall aprì le sue attività il 7 settembre 1847 con 150 tonnellate di formaggio immagazzinate e vendute, con una rotazione che continuava il primo martedì di ogni mese e la vendita del bestiame spostata dal primo lunedì al martedì, per unirsi con il mercato del formaggio. Questo mercato continuò fino al 1860 e poi fu interrotto per diversi anni, con ripetuti tentativi di rilanciarlo che fallirono perché le fattorie locali iniziarono a vendere bestiame e formaggio privatamente. Nel 1911 diverse suffragette, tra cui Annie Kenney e Mildred Mansel, tennero nei suoi locali un discorso a sostegno del movimento. L'anno dello scoppio della prima guerra mondiale l'edificio divenne di proprietà del governo che lo utilizzò come sede per uffici del Melksham Urban District Council, con conseguente perdita delle funzioni d'uso originali. Dopo la seconda guerra mondiale fu chiaro che erano necessarie importanti ristrutturazioni alla struttura dopo essere stata utilizzata per concerti, spettacoli e per un centro giovanile. Questi lavori iniziarono nell'agosto del 1954 e l'Assembly Hall (la sua nuova denominazione) venne riaperta. Il vecchio rivestimento in cemento della pista da ballo venne sostituito con un pavimento completamente nuovo di blocchi di faggio. Altre ristrutturazioni ebbero luogo e l'ultima di queste, terminata nel 1980, venne celebrata il 25 gennaio di quell'anno con un Gran Ballo per l'inaugurazione della nuova sala. In seguito la struttura è divenuta sde municipale.

## Descrizione
L'English Heritage ha inserito dal 29 settembre 1950 Il municipio di Melksham tra gli edifici storici come monumento classificato di seconda categoria col numero 1194263.
L'edificio è in stile italiano simile in parte a Osborne House sull'isola di Wight. Il municipio fu costruito in pietra squadrata con una facciata simmetrica per consentire un ingresso monumentale e con una parte centrale caratterizzata dal grande frontone triangolare sormontato da un piccolo campanile. Ai lati dell'ingresso vi sono due grandi finestre simili per dimensione, con arco a tutto sesto. Al primo piano vi sono tre coppie di finestre alte e strette, pure loro con arco a tutto sesto. la copertura del tetto è in ardesia gallese. All'interno vi è una grande scala centrale e la sala del comitato al piano terra ha raffinati pannelli in quercia, stipiti delle porte intagliati e fregi con palmette.